# Kováň
Kováň je obec v okrese Mladá Boleslav ve Středočeském kraji. Rozkládá se asi devět kilometrů západně od Mladé Boleslavi, na levé horní hraně údolí Strenického potoka. Žije zde 152 obyvatel.

## Historie
První písemná zmínka o obci pochází z roku 1219.

## Obyvatelstvo
| Rok            | 1869 | 1880 | 1890 | 1900 | 1910 | 1921 | 1930 | 1950 | 1961 | 1970 | 1980 | 1991 | 2001 | 2011 | 2021 |
| -------------- | ---- | ---- | ---- | ---- | ---- | ---- | ---- | ---- | ---- | ---- | ---- | ---- | ---- | ---- | ---- |
| Počet obyvatel | 206  | 253  | 257  | 293  | 283  | 260  | 285  | 217  | 220  | 177  | 149  | 122  | 143  | 154  | 123  |
| Počet domů     | 35   | 37   | 39   | 42   | 47   | 48   | 54   | 57   | 56   | 52   | 44   | 54   | 58   | 61   | 62   |

## Obecní správa

### Územněsprávní začlenění
Dějiny územněsprávního začleňování zahrnují období od roku 1850 do současnosti. V chronologickém přehledu je uvedena územně administrativní příslušnost obce v roce, kdy ke změně došlo:
- 1850 země česká, kraj Jičín, politický okres Mladá Boleslav, soudní okres Bělá, obec Krásná Ves[6]
- 1855 země česká, kraj Mladá Boleslav, soudní okres Bělá, obec Krásná Ves[6]
- 1868 země česká, politický okres Mnichovo Hradiště, soudní okres Bělá, obec Krásná Ves[6]
- 1939 země česká, Oberlandrat Jičín, politický okres Mnichovo Hradiště, soudní okres Bělá pod Bezdězem, obec Krásná Ves[7]
- 1942 země česká, Oberlandrat Praha, politický okres Mladá Boleslav, soudní okres Bělá pod Bezdězem, obec Krásná Ves[8]
- 1945 země česká, správní okres Mnichovo Hradiště, soudní okres Bělá pod Bezdězem, obec Krásná Ves[9]
- 1949 Liberecký kraj, okres Doksy, obec Krásná Ves[10]
- 1960 Středočeský kraj, okres Mladá Boleslav, obec Krásná Ves[11]
- k 24. listopadu 1990 Středočeský kraj, okres Mladá Boleslav[12]

### Obecní symboly
Znak a vlajka byly obci uděleny rozhodnutím předsedkyně Poslanecké sněmovny Parlamentu České republiky dne 13. května 2022.

## Doprava
Silniční doprava
- Do obce vedou silnice III. třídy.

Železniční doprava
- Železniční trať ani stanice na území obce v současnosti nejsou. Nejblíže obci je železniční dopravna Skalsko ve vzdálenosti 3 km ležící na trati Mladá Boleslav – Mělník.

- V minulosti obcí vedla železniční trať Skalsko–Chotětov se stanicí Podkováň. Zrušená železniční trať byla jednokolejná regionální trať, původně vlečka. Provoz na vlečce byl zahájen roku 1881, veřejná osobní doprava byla provozována od roku 1897. Přepravní zatížení trati vlaky pro cestující bylo minimální, jednalo o 2 či 3 páry osobních vlaků denně. Osobní doprava byla zastavena roku 1970, trať zrušena roku 1974.

Autobusová doprava
- V obci zastavovaly v květnu 2011 autobusové linky jedoucí do těchto cílů: Bělá pod Bezdězem, Bezno, Mladá Boleslav, Mšeno, Praha.[14]

## Průmysl
V údolí pod obcí se nalézá pivovar Podkováň.

## Pamětihodnosti
- Kostel svatého Františka Serafinského v severozápadní části vesnice
- Fara s pamětní deskou Karla Aloise Vinařického